# Rumænsk (sprog)
Rumænsk er et romansk sprog, der tales i Rumænien, Moldova og spredt i forskellige lande på Balkan.

## Beskrivelse
Rumænsk tilhører sammen med italiensk den østlige gren af de romanske sprog (kendetegnet ved pluralis uden s og ved c > [ʧ], cl > [kʲ]) i modsætning til den vestlige gren, som fransk, spansk og portugisisk repræsenterer (kendetegnet ved pluralis med s og ved c > [θ], [s], cl > [l’]).
Sproget tales af ca. 24 millioner mennesker, hvoraf størstedelen lever i Rumænien og Moldova, hvor det er det officielle sprog. Men det er også et mindretalssprog i en lang række lande på hele Balkan.
Det rumænske sprog består af fire dialekter, der imidlertid er så forskellige, at de kun med besvær er indbyrdes forståelige. Disse dialekter er dakorumænsk (i Rumænien og Moldova), istrorumænsk (i Istrien i Kroatien), aromunsk (i Makedonien og Grækenland og meglenorumænsk (i Grækenland).
De rumænsktalende folk på Balkan kaldes også vlach, der kommer gennem slavisk (med ombytning af a og l) af germansk *walha- germanernes betegnelse for både romere og keltere (jf. Wales, Cornwall).

## Alfabet og udtale
Eftersom Rumænien var inden for den slaviske kultursfære, var det naturligt, at man brugte oldkirkeslavisk som liturgisk sprog i Kirken og kyrilliske bogstaver til at skrive det talte sprog. Efter at Rumænien orienterede sig mod Vesten og var blevet mere bevidst om sin latinske oprindelse, blev det imidlertid i det 19. århundrede almindeligt at benytte det latinske alfabet, idet man tilføjede en række særlige bogstaver til betegnelse af det rumænske sprogs særlige lyd:
| a | [a] |
| ă | [ə] (som i dansk otte) |
| â | [ɨ] (nærmest et urundet u; lignende lyd i de slaviske sprog)                                                                                                  |
| b | [b] (stemt som på fransk og engelsk) |
| c | [k] (upustet som på fransk), foran i, e [ʧ] (som i engelsk church); bemærk, at ch = [k].                                                                      |
| d | [d] (stemt som på fransk og engelsk) |
| e | [e], i forlyd undertiden [je] |
| f | [f] |
| g | [ɡ] (stemt som på fransk og engelsk), foran i, e [ʧ] (som i engelsk genius); bemærk, at gh = [ɡ]                                                              |
| h | [h] |
| i | [i], i udlyd normalt stumt, idet den forudgående konsonant bliver j-agtigt (som i de slaviske sprog), f.eks. lupi [ˈlu.pi̥]; i forlyd foran en anden vokal [j] |
| î | [ɨ] (nærmest et urundet u; lignende lyd i de slaviske sprog)                                                                                                  |
| j | [ʒ] (som fransk jour, engelsk pleasure). |
| k | [k] (upustet som på fransk) |
| l | [l] |
| m | [m] |
| n | [n] |
| o | [o] |
| p | [p] (upustet som på fransk) |
| r | [r] |
| ș | [ʃ] (som i dansk sjov) |
| t | [t] (upustet som på fransk) |
| ț | [ʦ] (som i dansk hetse) |
| u | [u] |
| v | [v] |
| x | [ks] |
| y | [j] |
| z | [z] (stemt som på fransk og engelsk) |

## Lydudvikling
Rumænsk har en række særlige lydudviklinger fra latin:
Vokaler
- latin ŭ > rumænsk u (i de andre romanske sprog o, på fransk i ou/eu): gula > gură "svælg" (ital., spansk gola, fransk gueule).
- latin ŏ > rumænsk u foran n: bonus > bun "god".
- latin ĭ > rumænsk e (som i de andre romanske sprog): ligō > leg "binder" (ital. lego).
- latin ĕ > rumænsk ie (som på spansk og delvist italiensk og fransk): heri > ieri "i går"; pectus > piept "bryst".
- latin ĭ, ĕ, ē > rumænsk i foran n (og m + kons., dog ikke mn): bene > bine "godt"; plēnus > plin "fuld".
- latin a > rumænsk î (â) foran n (og m + kons., dog ikke mn, nn): lāna > lână "uld"; angustus > îngust "snæver".
- tidligt rumænsk e, ie, o > ea, ia, oa foran a og til dels også e i en følgende stavelse: petra > piatră; jocat > joacă "spøger" (men 1. sing. jocō > joc).
Diftongens første del forsvinder efter ș og ț (og i udtalen også efter c, g): septem > *șiapte > șapte "syv"; terra > *țiarra > țară "land", cēpa > ceapă > [ˈʧa.pə] "løg".
I nord forsvinder e, i efter labialer: mēnsa > *measă > masă "bord",
- tidligt rumænsk i > î (â) efter r i begyndelsen af et ord (kun i trykstærke stavelser): rīpa > râpă "skrænt"; plēnus > plin "fuld".
- tidligt rumænsk a > ă i tryksvage stavelser: casa > casă "hus"; i trykstærke stavelser også foran et udlydende i: sing. mare > mare "hav" ~ plur. mări, sing. cīvitātem > cetate "by" ~ plur. cetăți.
- tidligt rumænsk e > ă i stavelser før trykket: peccatum > păcat "synd"; i udlyd kun efter v: novem > nouă "ni".
- tidligt rumænsk u og i > - i tryksvag udlyd efter enkeltkonsonant, dog sådan at det stumme i, der stadig skrives, gør den forudgående konsonant j-agtig: lupus > lup "ulv", plur. lupi [ˈlu.pi̥].

Konsonanter
- latin qu, gu > rumænsk p, b: aqua > apă "vand" lingua > limbă "tunge, sprog".
qu, g > c [ʧ], g [ʤ] foran e, i: quaerō > cer "spørge", sanguinem > sânge "blod".
qu > c [k] i forlyd foran a og efter s: quālis > care "hvordan"; quando > când "hvornår". Dog: quattuor > patru "fire", quadrāgēnsima > păresimi "faste".
- latin ct, x > rumænsk pt, ps: lacte- > lapte "mælk"; coxa > coapsă "hofte".
- latin gn [ŋn] > rumænsk [mn]: lignum > lemn "træ".
- latin c, g > rumænsk c [ʧ], g [ʤ] foran e, i: pācem > pace [ˈpa.ʧe] "fred"; lēgem > lege [ˈle.ʤe] "lov".
- latin ci/ce (foran vokal) > rumænsk ț: bracchium > braț "arm".
- latin cl, gl > rumænsk ch(i), gh(i): oc(u)lus > ochiu, clāvem > cheie "nøgle"; glandem > ghindă "agern".
- latin t, d, s > rumænsk ț, z, ș foran i, e: tōtī > toți "alle", dīcit > zice "siger"; septem > *șiapte > șapte "syv".
st, sc > rumænsk șt foran i, ș foran i + vokal: piscem > pește "fisk", fascia > fașe.
- latin j, di/de (foran vokal) > rumænsk j [ʒ] i forlyd: jocum > joc "spøg", deorsum > jos "lav, nede".
di/de (foran vokal) > z i indlyd: medius > miez "midterst".
- latin l > rumænsk r mellem vokaler: sōlem > soare "sol".

## Formlære

### Substantiver og adjektiver
Rumænsk er i nogle aspekter mere konservativt end de vestlige romanske sprog. Det har således bevaret et kasussystem, således at substantiver og adjektiver bøjes i tre kasus (nominativ/akkusativ, dativ/genitiv og vokativ):
|       |           | băiat "dreng" |           | fată "pige" |            |
| ----- | --------- | ------------- | --------- | ----------- | ---------- |
|       |           | ubestemt      | bestemt   | ubestemt    | bestemt    |
| Sing. | nom./akk. | băiat         | băiatul   | fată        | fata       |
|       | dat./gen. | unui băiat    | băiatului | unei fete   | fetei      |
|       | vok.      |               | băiatule  |             | fată/-a/-o |
| Plur. | nom./akk. | băieţi        | băieţii   | fete        | fetele     |
|       | dat./gen. | unor băieţi   | băieţilor | unor fete   | fetelor    |

Som det ses, har rumænsk en efterhængt bestemt artikel (grammatik) i modsætning til de øvrige romanske sprog, men ligesom på nordisk (drengen, pigen). Den bestemte artikel kommer ligesom i de andre romanske sprog af det latinske demonstrative pronomen ille "dén der", f.eks. homo ille > rumænsk omul / ille homo > fransk l’homme "manden".
I modsætning til, hvad der er tilfældet på dansk, bruges bruges den efterhængte artikel på rumænsk også, når substantivet er udstyret med et adjektiv, og kan endda også hænges på adjektiver: omul bon / bonul om "den gode mand".

### Pronominer
Pronominer bøjes ligeledes i kasus og findes både i en trykstærk og en tryksvag (enklitisk) form:
|       |      | 1. person  | 2. person | 3. person (mask.) | 3. person (fem.) |
| ----- | ---- | ---------- | --------- | ----------------- | ---------------- |
|       |      |            |           |                   |                  |
| Sing. | nom. | eu         | tu        | el                | ea               |
|       | akk. | mine / mă  | tine / te | el / îl           | ea / o           |
|       | dat. | mie / mine | ție / îți | lui / îi          | ei / îi          |
| Plur. | nom. | noi        | voi       | ei                | ele              |
|       | akk. | noi / ne   | voi / vă  | ei / îi           | ele / le         |
|       | dat. | nouă / ni  | vouă / vi | lor / le          | lor / le         |

### Verber
Det rumænske verbalsystem er reduceret i forhold til latin og er også mere begrænset end i de andre romanske sprog. Rumænsk har bevaret latins bøjning af verberne i person og tal, men har kun en særlig form for konjunktiv i tredje person og i verbet "at være" (hvor der benyttes en særlig stamme).
Rumænsk har følgende syntetiske former af verbet (eksempel a cânta "synge"):
|       |          | indikativ | konjunktiv | imperfektum | perfektum | pl.perf.    | imperativ | infinitiv | participium | gerundium |
| ----- | -------- | --------- | ---------- | ----------- | --------- | ----------- | --------- | --------- | ----------- | --------- |
| sing. | 1. pers. | cânt      | să cânt    | cântam      | cântai    | cântasem    |           | a cânta   | cântat      | cântând   |
|       | 2. pers. | cânți     | să cânți   | cântai      | cântași   | cântaseși   | cântă     |           |             |           |
|       | 3. pers. | cântă     | să cânte   | cânta       | cânta     | cântase     |           |           |             |           |
| Plur. | 1. pers. | cântăm    | să cântăm  | cântam      | cântarăm  | cântaserăm  |           |           |             |           |
|       | 2. pers. | cântați   | să cântați | cântați     | cântarăți | cântaserăți | cântați   |           |             |           |
|       | 3. pers. | cântă     | să cânte   | cântau      | cântară   | cântaseră   |           |           |             |           |

Den syntetiske perfektum er imidlertid kun almindelig i visse dialekter. Standardrumænsk bruger en analytisk omskrivning: am cântat "jeg har sunget".
Futurum dannes også med en omskrivning: voi cânta "jeg vil synge". Det er en anden type end i de vestlige romanske sprog, der alle har en sammensmeltning af infinitiv og et efterstillet habere "at være" (fransk chanter-ai, italiensk canter-ò, spansk cantar-é).